# رودلف أوكن

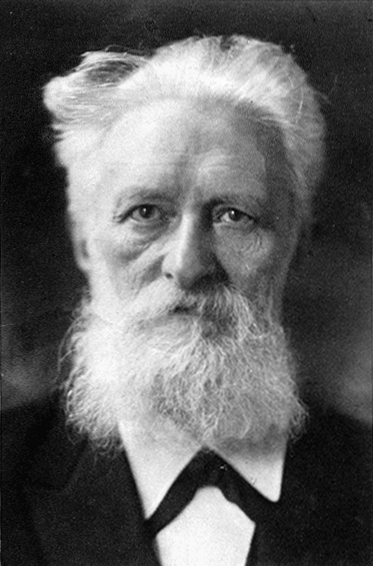
رودلف أوكن

رودلف أوكن (بالألمانية: Rudolf Eucken) هو فيلسوف ألماني ولد في 5 يناير 1846 وتوفى في 15 سبتمبر 1926. درس في جامعة غوتينغن وجامعة برلين. أصبح بعد ذلك محاضرا في جامعة بازل حتى سنة 1874 ودرس بعدها في جامعة يينا. تحصل على جائزة نوبل في الأدب سنة 1908.

## روابط خارجية
- رودلف أوكن على موقع الموسوعة البريطانية (الإنجليزية)
- رودلف أوكن على موقع إن إن دي بي (الإنجليزية)
- رودلف أوكن على موقع ديسكوغز (الإنجليزية)